# 하로 (건담 시리즈)
하로는 건담 시리즈의 마스코트이다.

## 특징
공처럼 생긴 외형을 하고 있으며, 비행할 때는 귀를 펼쳐서 날개처럼 움직여 비행한다.

## 등장
- 기동전사 건담: 아무로 레이가 프라우 보우에게 전달해 준 반려 로봇으로 등장한다.

- SD 건담 월드 히어로즈: 유비 유니콘 건담, 조운 더블오 건담, 에드워드 세컨드 V, 아서 건담 mk2, 손견 건담 아스트레이 이들의 파트너로 등장한다. 궁기 스트라이크 프리덤 건담에게 흑화되나 유비 유니콘 건담의 자가 각성으로 흑화에서 풀려난다.

- 기동전사 건담 SEED: 라크스 클라인의 분홍색 하로가 나온다.

- 기동전사 건담 SEED FREEDOM: 다양한 색의 하로가 무리지어 등장한다.

- 선라이즈의 인트로에서 i자 위로 앉는다.[1][2]

## 발매
프라모델로 발매되었다. 명칭은 건프라가 아니라 하로프라다.